# Agencia de Protección Ambiental de Estados Unidos
La Agencia de Protección Ambiental, (en inglés: United States Environmental Protection Agency; acrónimo: EPA)  es una agencia ejecutiva independiente del gobierno federal de los Estados Unidos encargada de asuntos de protección ambiental. El presidente Richard Nixon propuso el establecimiento de EPA el 9 de julio de 1970; comenzó a operar el 2 de diciembre de 1970, después de que Nixon firmara una orden ejecutiva. La orden que establece la EPA fue ratificada por audiencias de comité en la Cámara y el Senado. La agencia está dirigida por su administrador, quien es designado por el presidente y aprobado por el Senado. El administrador actual es el ex administrador adjunto Michael S. Regan, quien había sido administrador interino desde marzo de 2021. La EPA no es un departamento del gabinete, pero el administrador normalmente tiene rango de gabinete.
La EPA tiene su sede en Washington D. C., oficinas regionales para cada una de las diez regiones de la agencia y 27 laboratorios. La agencia realiza evaluaciones, investigaciones y educación ambientales. Tiene la responsabilidad de mantener y hacer cumplir los estándares nacionales bajo una variedad de leyes ambientales, en consulta con los gobiernos estatales, tribales y locales. Delega algunas responsabilidades de permisos, monitoreo y ejecución a los estados de los EE. UU. Los poderes de aplicación de la EPA incluyen multas, sanciones y otras medidas. La agencia también trabaja con industrias y todos los niveles de gobierno en una amplia variedad de programas voluntarios de prevención de la contaminación y esfuerzos de conservación de energía.
A partir de 2016, el ministerio contó con su propio museo. En 2018, la agencia tenía 13 758 empleados. Más de la mitad de los empleados de la EPA son ingenieros, científicos y especialistas en protección ambiental; otros empleados incluyen tecnólogos legales, de asuntos públicos, financieros y de información.
Muchos grupos ambientales y de salud pública abogan por la agencia y creen que está creando un mundo mejor. Otros críticos creen que la agencia comete una extralimitación del gobierno al agregar regulaciones innecesarias sobre los dueños de negocios y propiedades.

## Legislación
La EPA solamente puede actuar de acuerdo con estatutos del congreso.

### Aire
- 1955: Air Pollution Control Act PL 84-159
- 1963: Clean air act PL 88-206
- 1965: Motor Vehicle Air Pollution Control Act PL 89-272
- 1966: Clean Air Act Amendments PL 89-675
- 1967: Air Quality Act PL 90-148
- 1969: National Environmental Policy Act PL 91-190
- 1970: Clean Air Act Extension PL 91-604
- 1976: Toxic Substances Control Act PL 94-469
- 1977: Clean Air Act Amendments PL 95-95
- 1990: Clean Air Act Amendments PL 101-549

### Agua
- 1948: Water Pollution Control Act PL 80-845
- 1965: Water Quality Act PL 89-234
- 1966: Clean Waters Restoration Act PL 89-753
- 1969: National Environmental Policy Act PL 91-190
- 1970: Creación de la National Oceanic and Atmospheric Administration
- 1970: Water Quality Improvement Act PL 91-224
- 1972: Water Pollution Control Act PL 92-500
- 1974: Safe Drinking Water Act PL 93-523
- 1976: Toxic Substances Control Act PL 94-469
- 1977: Clean Water Act PL 95-217
- 1987: Water Quality Act PL 100-4

### Suelo
- 1964: Wilderness Act PL 88-577
- 1968: Scenic Rivers Preservation Act PL 90-542
- 1969: National Environmental Policy Act PL 91-190
- 1970: Creación de la Agencia de Protección Ambiental
- 1970: Wilderness Act PL 91-504 ng 1996*1987
- 1977: Surface Mining Control and Reclamation Act PL 95-87
- 1978: Wilderness Act PL 98-625
- 1980: Alaska Land Protection Act PL 96-487
- 1994: California Desert Protection Act PL 103-433

### Especies en peligro de extinción
- 1946: Coordination Act PL 79-732
- 1966: Endangered Species Preservation Act PL 89-669
- 1969: Endangered Species Conservation Act PL 91-135
- 1972: Marine Mammal Protection Act PL 92-522
- 1973: Endangered Species Act PL 93-205

### Residuos peligrosos
- 1965: Solid Waste Disposal Act PL 89-272
- 1969: National Environmental Policy Act PL 91-190
- 1970: Resource Recovery Act PL 91-512
- 1976: Resource Conservation and Recovery Act PL 94-580
- 1980: Comprehensive Environmental Response, Compensation, and Liability Act ("Superfund") PL 96-510
- 1982: Nuclear Waste Repository Act PL 97-425
- 1982: Hazardous and Solid Wastes Amendments Act
- 1986: Superfund Amendments and Reauthorization Act PL 99-499